# Pseudohaetera mimica
Pseudohaetera mimica (gênero Pseudohaetera) é uma borboleta neotropical da família Nymphalidae e subfamília Satyrinae, encontrada na Colômbia em habitat de floresta tropical, habitando somente áreas profundamente sombreadas de floresta em altitudes superiores a 1.300 metros.
São borboletas com asas arredondadas e extremamente translúcidas, com pequenos ocelos, dois no verso de cada asa posterior, e manchas em padrão quadriculado, com áreas translúcidas e enegrecidas por cima.
Embaixo, esta espécie apresenta tons azulados na área entre as máculas escuras e apenas os ocelos apresentam o alaranjado presente no verso da outra espécie de seu gênero, Pseudohaetera hypaesia, de maior distribuição geográfica.

## Hábitos
Segundo Adrian Hoskins, sobre Pseudohaetera hypaesia, estas borboletas são encontradas solitárias ou em duplas nos recessos úmidos e sombrios das florestas, sendo de voo quase sempre crepuscular e de baixa altura. Alimentam-se de fungos em decomposição.